# 伊藤貴重
伊藤 貴重（いとう たかしげ、1989年8月8日 - ）は、日本の元俳優。血液型A型、身長178cm。B87、W71、H86、S26.0。株式会社ダブルフォックス所属。現在は俳優業をしていない。

## 略歴
- 福島県出身。
- 帝京大学医療技術学部視能矯正学科卒業。（2012年春）
- 2011年、舞台『時空警察ヴェッカーサイト』にて俳優デビュー。
- 2011年8月の舞台出演をもって、俳優活動を終了。

## 人物
- 趣味はベース。大学でもサークル活動でベースを演奏している。
- へんな趣味として、電車で同じ車両に乗ってる人数を数える。（極めて最近）その際、動物を数に入れるかどうか迷った末、犬はOK、猫はOK、鳩はアウトという結論に至った。
- ニックネームは、「しげ」「しげち」「たかっちょ」

## 主な出演

### 舞台
- 『時空警察ヴェッカーサイト』（2011年2月24日 - 2月27日、渋谷区文化総合センター大和田「伝承ホール」）
- 『白キ肌ノケモノ』（2011年8月3日 - 8月7日、新宿シアターモリエール